# Rite romain

Carte de prédominance de l'Église catholique latine (rite romain) et des diverses Églises orthodoxes (rites orientaux).
rites latins
rites orientaux

Le rite romain est le rite liturgique de l'Église de Rome, qui est devenu presque unique dans l'Église latine et donc majoritaire dans la totalité de l'Église catholique.
Pour environ un milliard de fidèles, il représente la liturgie de l'Église de Rome et des Églises ou communautés qui par choix ou tradition ont adopté son rite, soit presque toute l'Église catholique latine. Elles célèbrent la messe selon le Missel romain, les autres sacrements selon le Rituel romain, la liturgie des Heures ou l'office divin selon le Bréviaire romain et les autres cérémonies liturgiques selon les autres livres promulgués par le Saint-Siège, y compris le Cérémonial des évêques (en latin Caeremoniale Episcoporum).
La législation actuelle (2021) de l'Église catholique déclare que les livres liturgiques promulgués par les papes Paul VI et Jean-Paul II, conformément aux décrets du concile Vatican II, sont les seuls du rite romain. Néanmoins chaque évêque diocésain, en suivant les orientations du Saint-Siège et en particulier celles qui sont mentionnées dans le motu proprio Traditionis custodes, peut permettre dans son diocèse une utilisation limitée du missel de 1962. Avant de concéder cette autorisation à des prêtres ordonnés après le 16 juillet 2021, il lui faut consulter le Saint-Siège (concrètement la Congrégation pour la doctrine de la foi). Et il ne doit pas autoriser la constitution de nouveaux groupes.
D'autres formes rituelles sont également en vigueur de plein droit dans l'Église latine, comme le rite ambrosien, en vigueur à Milan et dans certains diocèses du Nord de l'Italie, le rite de Braga au Portugal, le rite mozarabe célébré à Tolède et quelquefois à Salamanque et à Madrid ou le rite cartusien des Chartreux. Les Églises catholiques orientales pratiquent des rites orientaux et n'utilisent donc pas le rite romain ni aucun autre rite liturgique latin. Il existe un grand nombre de rites dits « orientaux », dont l'arménien, le copte, le syriaque et le byzantin.

## Législation
Dans son motu proprio Traditionis custodes promulgué le 16 juillet 2021 avec effet immédiat, le pape François a déclaré qu'actuellement les livres liturgiques promulgués conformément aux décrets du concile Vatican II par Paul VI et Jean-Paul II sont l'unique expression normative du rite romain. Il appartient à la compétence exclusive de chaque évêque diocésain d'autoriser, dans l'Église particulière qui lui est confiée, l'utilisation du Missel de 1962, en suivant les directives du siège apostolique,. Du 14 septembre 2007 au 16 juillet 2021, le Summorum Pontificum permettait un usage plus large de la messe selon le missel de 1962.

## Les formes anciennes de la messe romaine

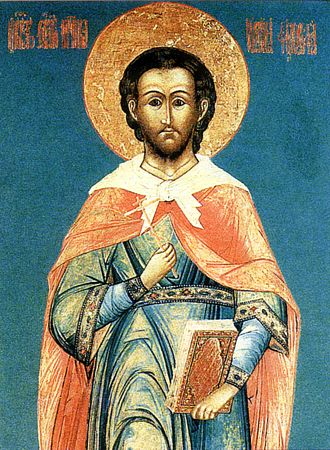
Justin Martyr.

La messe est la cérémonie liturgique au cours de laquelle un ou plusieurs prêtres célèbrent l’Eucharistie, actualisation de l'unique sacrifice rédempteur du Christ et mémorial de la Cène dans laquelle, l'an 30 ou 33, il prit du pain, « le rompit, et dit : « Ceci est mon corps, qui est pour vous. Faites cela en mémoire de moi ». Après le repas, il fit de même avec la coupe, en disant : « Cette coupe est la nouvelle Alliance en mon sang. Chaque fois que vous en boirez, faites cela en mémoire de moi ». » (cf. 1 Corinthiens 11,24,25 et Date de la mort de Jésus).
Justin Martyr, dans sa première Apologie, a décrit l'Eucharistie célébrée au milieu des fidèles réunis à leurs synaxes, comme on la célébrait à Rome vers l'an 150 avec un rite semblable aux rites orientaux, sans les particularités de l'actuel rite romain, qui se trouvent dans le Sacramentarium Leonianum (VIe siècle) et le Sacramentaire gélasien (VIIIe siècle).
La structure de la messe du dimanche à Rome, selon la description que donne Justin, est la suivante :
- lectures : "on lit les mémoires des apôtres et les écrits des prophètes, autant que le temps le permet"
- homélie : "celui qui préside fait un discours pour avertir et pour exhorter à l’imitation de ces beaux enseignements"
- prière de tous : "ensuite nous nous levons tous et nous prions ensemble à haute voix"
- consécration du pain et du vin : "lorsque la prière est terminée, on apporte du pain avec du vin et de l’eau. Celui qui préside fait monter au ciel les prières et les eucharisties autant qu’il peut, et tout le peuple répond par l’acclamation Amen"
- distribution de l'aliment appelé eucharistie[10] : "Puis a lieu la distribution et le partage des choses consacrées à chacun et l’on envoie leur part aux absents par le ministère des diacres"

Justin mentionne aussi la collecte des offrandes, avec lesquelles celui qui préside assiste ceux qui sont dans le besoin, et, dans le contexte de la célébration qui suit le baptême, le baiser de paix (entre la prière de tous et la consécration du pain et du vin).
Des sources du IIIe siècle et du IVe siècle sur la liturgie chrétienne, comme la Tradition apostolique et les Constitutions apostoliques, qui sont attribuées par certains à des auteurs associés à Rome, ont des éléments dans lesquels Adrian Fortescue a cru discerner des antécédents de rares éléments spécifiques du rite romain. D'autres supposent une origine syrienne ou alexandrine de ces sources.
Jusqu'au VIe siècle la messe romaine comprenait parfois avant l'évangile une lecture de l'Ancien Testament, appelée parfois prophétie, et une autre tirée des épîtres de saint Paul, des Épîtres des autres apôtres (Pierre, Jean, Jacques) ou des actes des Apôtres. Le Graduel était placé entre la prophétie et l'épître, l'Alléluia ou le trait après l'épître.
Selon le pape Grégoire le Grand (540-604), l'utilisation de l'Alleluia hébreu a été introduite par son prédécesseur Damase Ier (366–382). Sous le même pape la Vulgate est devenue la version romaine officielle de la Bible utilisée dans la liturgie, et une tradition constante attribue à l'ami de Damase saint Jérôme (347–420) l'arrangement du lectionnaire romain. On attribue aussi à Gélase Ier (492–496) une importante influence sur la liturgie de Rome, mais il est difficile de savoir exactement quels changements a-t-il introduits.

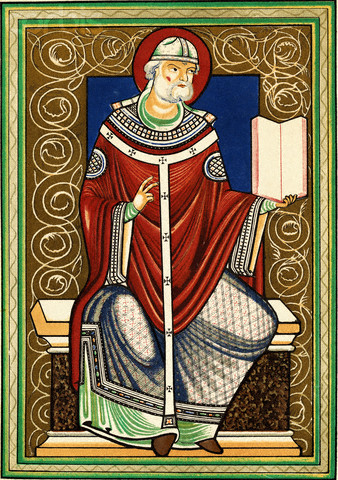
Grégoire Ier.

La Vita Gregorii Magni écrite par Jean Diacre dit que Grégoire le Grand a révisé l'œuvre de Gélase, en faisant de nombreux rétrécissements, peu de modifications, et quelques ajouts. Mais Jean écrivait presque trois cents ans après le décès du pape. Il y a des doutes aussi sur l'attribution à lui du chant dit grégorien : sur les différentes interprétations à cet égard voir l'article Chant grégorien.
Gilbert Huddleston dit que, malgré les incertitudes qui existent sur la mesure dans laquelle Grégoire aura réformé la liturgie romaine, tous sont d'accord pour dire qu'il a apporté les modifications suivantes à la pratique précédente :
- dans le canon de la messe, il ajouta à la prière Hanc igitur les mots diesque nostros in tua pace disponas, atque ab aeterna damnatione nos eripi, et in electorum tuorum iubeas grege numerari ;
- il déplaça la récitation du Pater Noster avant la fraction du pain[15] ;
- il fit chanter l'Alleluia après le graduel même en dehors du temps pascal ;
- il interdit l'usage de la chasuble aux sous-diacres assistant à la messe ;
- il interdit aux diacres de chanter n'importe quelle partie de la messe, à l'exception de l'Évangile[16].

Charlemagne, à la suite de décisions de même nature prises par son père Pépin le Bref, associe l'unification politique à l'unification religieuse des territoires sous sa domination. En conséquence, alors que l'Église de Rome ne le demande pas elle-même, Charlemagne impose de force le rite liturgique romain à l'ensemble de l'Église occidentale. En 798, le concile de Rispach contraint les évêques à s'assurer que leurs prêtres accomplissent les rites conformément à la tradition romaine.
Peu après la mort de Charlemagne, sous l'impulsion de l'empereur Louis le Pieux (encore appelé Louis le Débonnaire), Benoît d'Aniane unifie les règles et les liturgies des abbayes bénédictines au concile d'Aix la Chapelle (817), autour de la règle de saint Benoît et de la liturgie romaine. Pendant tout le Moyen Âge, les églises utilisent ainsi l'un ou l'autre cursus, bénédictin ou romain, ce dernier s'imposant au milieu du XIIIe siècle.
À son tour, le rite romain subit les influences des rites en usage ailleurs dans l'empire carolingien. En particulier des cérémonies spectaculaires et symboliques telles que la bénédiction des cierges (à la Chandeleur, ou fête de la purification), la bénédiction des cendres (le mercredi des cendres), celle des palmes (le dimanche des rameaux) et de nombreux rituels de la Semaine sainte.
On attribue à l'influence de l'empereur Henri II (1002-1024) l'acceptation à Rome en 1014 de la récitation du Credo après la lecture de l'Évangile, comme était déjà habituel dans l'Occident en général.
Le rite de l’élévation ne se répandit de façon commune qu’après les attaques de Bérenger de Tours (998-1088) contre la présence réelle. Jusqu'au XIe ou XIIe siècle, on ne faisait usage de l'encens que pour les processions (entrée et Évangile), puis on a commencé à encenser les personnes. Les prières privées du prêtre avant la communion représentaient une autre innovation. Vers le XIIIe siècle, on a ajouté à l'offertoire, où antérieurement la seule prière que disait le prêtre était la Secrete, un rituel élaboré et des prières additionnelles, d'une grande variété.
Entre le IXe et le XIIIe siècle, un rôle de plus en plus important accordé au prêtre dans la liturgie, joint à la nécessité pratique de rassembler l'intégralité des textes de la messe, conduit à la formation du missel plénier,. L'apparition des ordres mendiants (franciscains et dominicains) va décupler la tendance à l'uniformisation liturgique déjà initiée par les grands ordres monastiques centralisés du XIIe siècle (surtout cisterciens et chartreux). Ces ordres adoptent et adaptent des rites locaux qu'ils diffusent partout où ils se répandent. L'immense succès des franciscains, qui ont adopté le rite de la Curie pontificale au milieu du XIIIe siècle, conduit à la divulgation de ce dernier dans toute la Chrétienté. Pourtant, le missel de la Curie, promulgué pour le diocèse de Rome par le pape Nicolas III en 1277, ne sera pas rendu obligatoire pour autant dans le reste de la chrétienté.

## Unification des rites de l'Église latine

### Les suites du concile de Trente
Le concile de Trente dans sa dernière session du 4 décembre 1563 a confié au pape Pie IV d'achever et publier conformement à son jugement et son autorité les travaux des commissions du concile sur la censure des livres, le catéchisme, le missel et le bréviaire. Pie IV a publié le 24 mars 1564 sa révision de l'Index librorum prohibitorum. Son successeur Pie V a publié le Catéchisme du concile de Trente en 1566, le Bréviaire romain le 9 juillet 1568, et le Missel romain le 14 juillet 1570. D'autres éléments du rite romain sont le Pontifical romain, le Cérémonial des évêques, le Martyrologe romain et le Rituel romain.

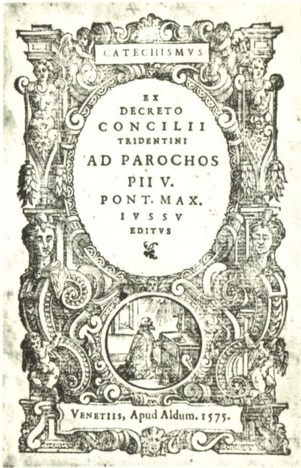
Frontispice du Catéchisme tridentin, éd. de 1575.

En 1535 est apparue sous le titre Breviarium Romanum une version réformée du bréviaire faite, sur ordre de Clément VII, par le cardinal Francisco de los Ángeles Quiñones. Cette version a été approuvée par Clément VII et ses successeurs Paul III, Jules III et Paul IV, mais l'a interdit expressément Pie V, qui en 1568, par la bulle Quod a nobis,, publia une nouvelle édition du Breviaire romain, en la rendant obligatoire presque partout : il abolit tous les autres bréviaires  « en exceptant ceux qui jouissent d'une approbation antérieure du Siège apostolique ou d'une coutume, lesquelles ont été en vigueur pendant plus de deux cents ans ». Les diocèses ayant un bréviaire avec une ancienneté de plus de deux cents ans pouvaient l'abandonner de commun accord de l'évêque et du chapitre des chanoines. En effet, presque tous les diocèses, les uns après les autres, adoptèrent le bréviaire romain disponible en tant d'exemplaires plutôt qu'imprimer un bréviaire pour leur propre diocèse.
Dans sa bulle Quod a nobis, Pie V déclare : « Nous statuons que ce Bréviaire ne pourra être changé en aucun temps, soit en tout soit en partie, et qu'on ne pourra y rien ajouter ni rien retrancher». Pierre Batiffol observe qu'en promettant ceci « le pape Pie V avait pris un engagement que ses successeurs ne devaient pas observer » des changements substantifs ont été apportés à son bréviaire par Clément VII et Urbain VIII,». Avant le concile Vatican II le remaniement le plus profond a été celui de Pie X, remaniement qui a considérablement bouleversé les habitudes des clercs.

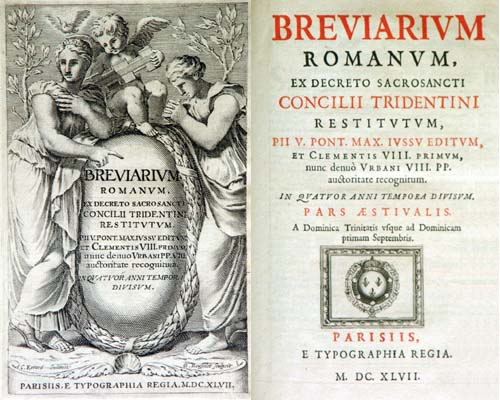
Bréviaire romain de 1647.

Avec sa révision du Bréviaire romain en 1568, Pie V a fait au même temps une révision du calendrier liturgique du rite romain. Il a supprimé de nombreux saints médiévaux ; son calendrier ne comprenait pas les saints Joachim, Anne, Antoine de Padoue, Nicolas de Tolentino, François de Paule, Bernardin de Sienne ou Elisabeth de Hongrie, ni aucune fête anatomique, comme celle des Stigmates de saint François d'Assise, et le Précieux Sang et les Cinq Plaies du Christ (fêtes restaurées après par les successeurs de Pie V). Il a supprimé le mot "Immaculée" du titre de la fête de l'Immaculée Conception de la Bienheureuse Vierge Marie le 8 décembre et, en abolissant l'existante messe (dont l'introït et la collecte seraient restaurés par le pape Pie IX), il a ordonné que la messe du 8 décembre serait la de la Nativité de Marie avec la seule différence de remplacer le mot « Nativité » par « Conception » (pas « Immaculée Conception »),.
Le calendrier du rite romain a été modifié à plusieurs reprises au cours des siècles suivants, comme en témoigne une comparaison entre le calendrier romain tridentin et le calendrier romain général 1960.
Avec la bulle Quo primum du 14 juillet 1570 Pie V a promulgué son Missale Romanum, en rendant obligatoire son utilisation de la même manière qu'il avait décrété deux ans auparavant pour son Breviarium Romanum et avec le même succès. Trois siècles plus tard, le rite romain (liturgie des heures et messe) dominait dans l'Église latine sauf ces diocèses où on conservait le rite ambrosien, le rite mozarabe et le rite de Braga. Faisaient exception aussi certains ordres religieux (dominicain, cartusien, etc.) qui utilisaient leurs propres rites.
Il n'a pas dit, comme pour le Bréviaire, que le texte du Missel « ne pourra être changé en aucun temps, soit en tout soit en partie, et qu'on ne pourra y rien ajouter ni rien retrancher ». Le Missel romain de Pie V a perdu sa position d'édition typique (c'est-à-dire celle à partir de laquelle toutes les éditions devaient être faites) après à peine 34 ans, quand Clément VIII a publié, le 7 juillet 1604, son édition du Missel romain. Encore 30 ans plus tard, le 2 septembre 1634, le pape Urbain VIII a publié sa révision du missel. La dernière des éditions typiques basées sur celle de Pie V est celle de Jean XXIII publiée en 1962. Parmi les nouveautés qu'elle contient se trouvent l'insertion du nom de saint Joseph dans le canon de la messe et la réforme de Pie XII du rite romain de la Semaine sainte et de la vigile pascale.

### Les réformes dans l'esprit du mouvement liturgique

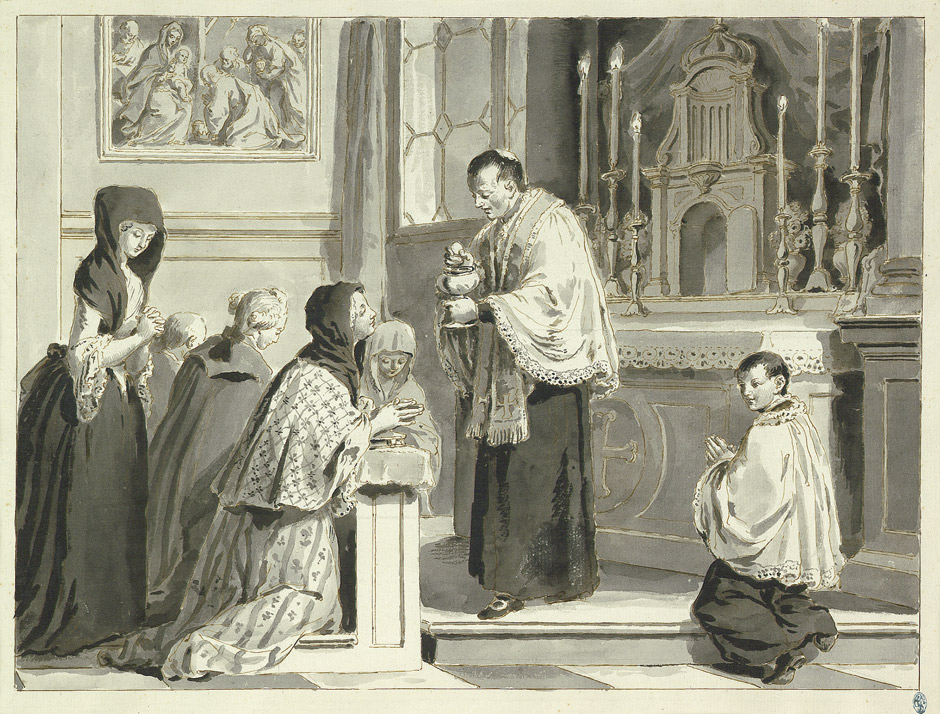
L'Eucharistie, d'une série représentant les sept sacrements, par Pietro Antonio Novelli (1729–1804).

En 1962, lors de la messe d'ouverture du concile Vatican II, la communion n'a pas été distribuée. Y assistaient des centaines d'évêques ; le seul communiant a été celui qui présidait. La distribution de la communion n'a eu lieu qu'après la messe.
En 1903, en contraste avec la participation muette et passive décrite par Bernard Botte (de), le pape Pie X dans son motu proprio Tra le sollecitudini déclare que « la participation active aux mystères sacro-saints et à la prière publique et solennelle de l'Église » est la source première et indispensable du véritable esprit chrétien, Cette focalisation sur la participation active à la liturgie pour une plus grande vie dans l'Esprit continuera d'être au centre du mouvement liturgique.
En 1911, Pie X abolit l'arrangement des psaumes établi dans le Bréviaire romain de Pie V, en les distribuant ou les divisant de manière à avoir à peu près le même nombre de versets dans l'office de chaque jour. Il change aussi les rubriques concernant la priorité entre les jours des saints et les autres offices : la multiplication des fêtes des saints avait rendu très rare la célébration des dimanches et des férias, et par conséquent la récitation de certains psaumes,. Ces changements ont rendu nécessaire de modifier également le Missel romain, ce qui a été effectué dans l'édition typique de 1920 promulgué par son successeur Benoît XV.
Certains historiens considèrent comme date de départ du mouvement liturgique comme mouvement le 23 septembre 1909, quand dom Lambert Beauduin présenta au Congrès de Malines son rapport sur la participation des fidèles au culte chrétien,. Avant cette date, à partir du milieu du XIXe siècle les prémices de ce mouvement, qui achèvera de faire évoluer les mentalités, exerçait déjà son influence par l'œuvre de Dom Prosper Guéranger (1806-1875). Ce père Abbé, qui vient de rouvrir l'abbaye bénédictine de Solesmes, promeut l'unification de la liturgie en France. Il est l'auteur de l'Année liturgique, qui serait le livre de référence de Thérèse de Lisieux et de ses sœurs[citation nécessaire]. Mais à partir de 1909, le mouvement n'est plus lié au culte monastique surtout des communautés bénédictines de France, de Belgique et d'Allemagne. Il s'étend aux paroisses et prend un ton plus pastoral.

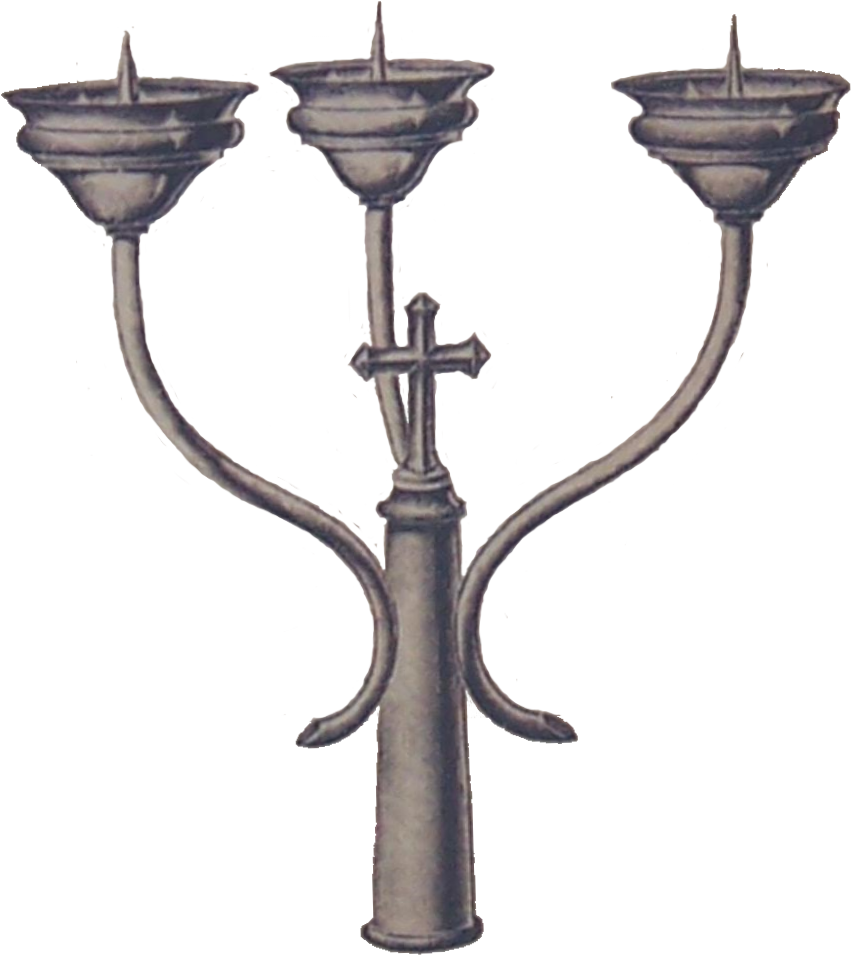
Triple chandelier de la Vigile pascale, aboli par Pie XII pour conférer plus d'importance au cierge pascal.

Le pape Pie XII y a joué un rôle important avec l'encyclique Mediator Dei de 1947, dans laquelle il a souligné l'importance de « faire de la liturgie une action sainte même extérieurement, à laquelle prennent réellement part tous les assistants » et en mentionnant en particulier la messe dialoguée[source secondaire nécessaire] et la Betsingmesse ossia la Deutsche Singmesse[source secondaire nécessaire].
Un an après la publication de Mediator Dei, le 28 novembre 1948, Pie XII institue une commission pour la réforme liturgique (dont le secrétaire est Annibale Bugnini, qui jouera plus tard un rôle clé dans la mise en œuvre liturgique de Vatican II). Il opère une profonde révision de certaines parties de la liturgie romaine, notamment dans la célébration du triduum pascal. Il abolit la norme du Code de droit canonique, qui défendait d'initier la célébration de la messe plus tard qu'une heure après midi, et ordonne que les liturgies du jeudi saint, du vendredi saint et de la vigile pascale soient célébrées, avec de nouveaux textes, dans l'après-midi ou le soir,. Pie V avait qualifié comme un abus, un écart par rapport à l'usage antique de l'Église catholique et aux décrets des Saints Pères, la célébration de la messe plus tard dans la journée, éventuellement juste avant le coucher du soleil.
En 1960, Jean XXIII, qui a fait lui-même des changements substantiels dans le calendrier liturgique et dans les rubriques de la liturgie des heures et de la messe du rite romain, et qui se préparait à changer même le canon de la messe, reconnaît que « les grands principes, commandant la réforme de l’ensemble de la liturgie, [doivent] être proposés aux Pères au cours du prochain Concile œcuménique ».

## La mise en application du concile Vatican II

### Révision des normes et des textes

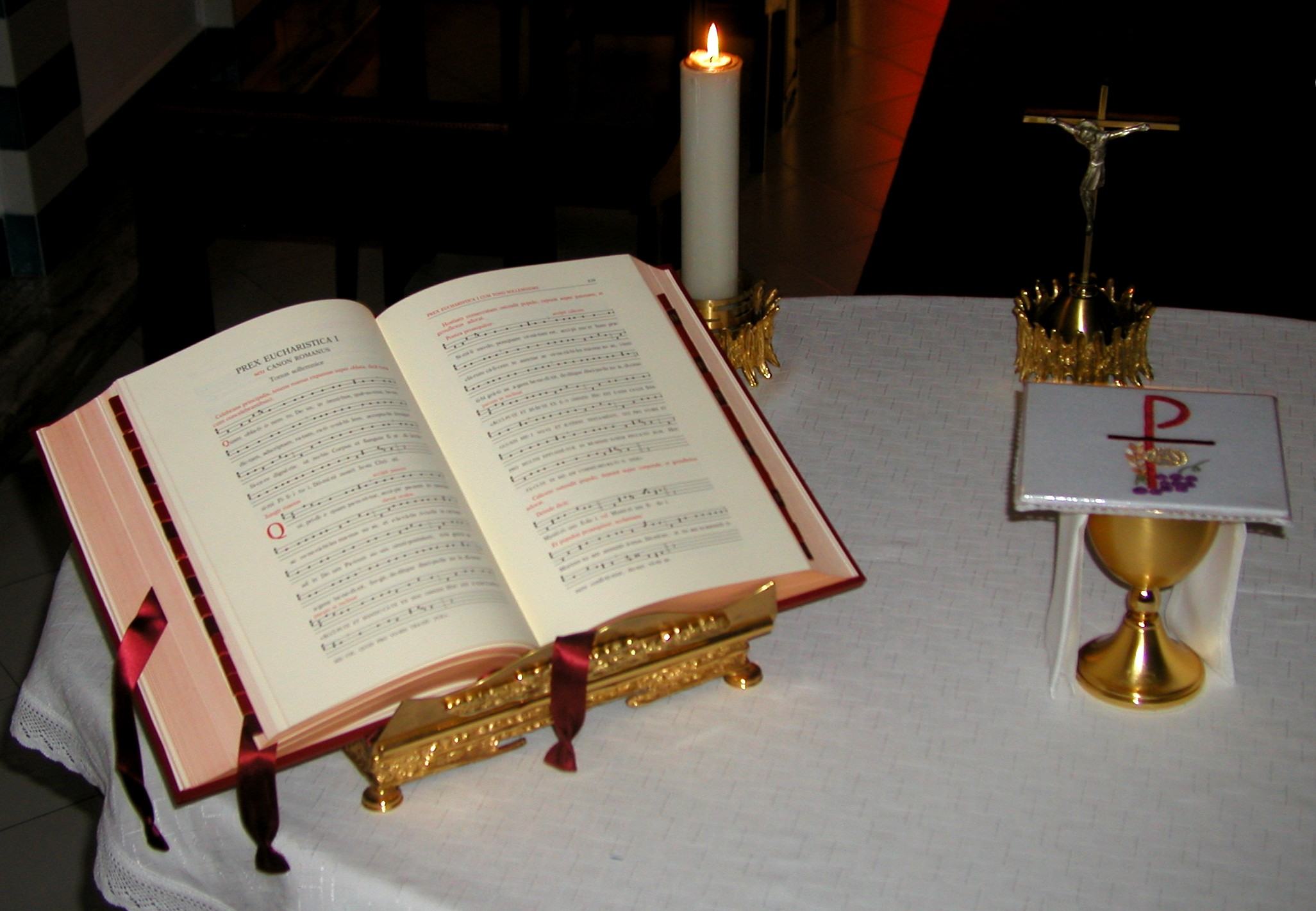
Missale Romanum, édition de 2002 promulguée par Jean-Paul II.

Dans sa constitution Sacrosanctum Concilium le IIe concile œcuménique du Vatican, demande au pape Paul VI une nouvelle révision des normes et des textes liturgiques du rite romain. Sa mise en œuvre est confiée au Consilium ad exsequendam Constitutionem de Sacra Liturgia (1964-1970).
Les premières révisions promulguées comprennent les suivantes :
- le 25 janvier 1964, obligation de l'homélie dominicale, mariage et confirmation pendant la messe, possibilité d'omettre l'office de Prime (motu proprio Sacram liturgiam)[60],[61]
- le 26 septembre 1964, langue vernaculaire, prière universelle, conception des églises et des autels (instruction Inter Oecumenici)[62]
- le 7 mars 1965, concélébration et communion au calice (décret Ecclesiae semper)
- le 5 mars 1967, règles concernant la musique liturgique et les musiciens (instruction Musicam sacram)[63]
- le 4 mai 1967, règles concernant l'usage de la langue vernaculaire (instruction Tres abhinc annos)
- le 25 mai 1967, réformes individuelles dans la célébration de la Sainte Messe, de la réception de la Communion, de la conservation du Saint-Sacrement et de la piété envers l'Eucharistie (instruction Eucharisticum mysterium)

En parallèle de ces premières révisions, le Consilium conçoit la messe de Paul VI proprement dite. Une version appelée Missa Normativa (Messe normative) est notamment soumise au vote (dont le résultat est très ambigu) lors du premier Synode des évêques fin octobre 1967.
Les rites révisés sont ensuite promulgués :
- le 18 juin 1968, les rites révisés de l'ordination d'un diacre, d'un prêtre et d'un évêque[65]

- le 14 février 1969, le Calendrier romain général[66]
- le 29 mars 1969, le rituel du mariage[67], révisé en 1991[68],[69].
- le 3 avril 1969, le Missel romain renouvelé conformément au décret du sacro-saint concile œcuménique Vatican II[70]
  - le 10 juillet 1969, l'autorisation dérogatoire de la communion dans la main (instruction Memoriale Domini, et lettre aux évêques français)[71],[72]
- le 15 mai 1969, le rite du baptême des enfants[73]
- le 15 août 1969, le rite des funérailles[74]
- le 2 février 1970, le rite de la profession d'une religieuse[75]
- le 1er novembre 1970, la Liturgia Horarum, successeur du Breviarium Romanum[76]
- le 15 août 1971, le rite du sacrement de la confirmation[77]
- le 15 août 1972, la discipline de la première tonsure, les ordres mineurs et le subdiaconat[78]
- le 30 novembre 1972, le rite de l'onction des malades[79]

Le 25 mars 2004, la Congrégation pour le culte divin et la discipline des sacrements publie le texte Redemptionis Sacramentum précisant règles à suivre en ce qui concerne l'eucharistie, notamment lors de la messe.
Le 22 février 2007 est publiée l'exhortation apostolique Sacramentum caritatis de Benoit XVI sur l'Eucharistie. Le 29 juin 2022, le pape François publie Desiderio desideravi, consacrée à la formation liturgique.

### Versions linguistiques
Sacrosanctum Concilium déclare que « [l]'usage de la langue latine, sauf droit particulier, sera conservé dans les rites latins »; mais il reconnaît au même temps que « [t]outefois, soit dans la messe, soit dans l’administration des sacrements, soit dans les autres parties de la liturgie, l’emploi de la langue du pays peut être souvent très utile pour le peuple ; on pourra donc lui accorder une plus large place, surtout dans les lectures et les monitions, dans un certain nombre de prières et de chants, conformément aux normes qui sont établies sur cette matière dans les chapitres suivants, pour chaque cas ». Il remet à l'autorité ecclésiastique qui a compétence sur le territoire (la conférence épiscopale) la décision sur la mesure dans laquelle on utilisera la langue ou les langues locales.
Dans la même constitution conciliaire, le concile déclare : « L’Église reconnaît dans le chant grégorien le chant propre de la liturgie romaine ; c’est donc lui qui, dans les actions liturgiques, toutes choses égales d’ailleurs, doit occuper la première place. Les autres genres de musique sacrée, mais surtout la polyphonie, ne sont nullement exclus de la célébration des offices divins, pourvu qu’ils s’accordent avec l’esprit de l’action liturgique, conformément à l’article 30 [sur la participatio actuosa des fidèles] ».
Le Missel romain révisé par Paul VI et Jean-Paul II à la suite du concile dit : « S’il n’est pas toujours nécessaire, par exemple aux messes de semaine, de chanter tous les textes qui, par eux-mêmes, sont destinés à être chantés, on mettra tout le soin possible pour que le chant des ministres et du peuple ne soit pas absent des célébrations, les dimanches et fêtes de précepte. [...] Le chant grégorien, en tant que chant propre de la liturgie romaine, doit, toutes choses égales d’ailleurs, occuper la première place. Les autres genres de musique sacrée, et surtout la polyphonie, ne sont nullement exclues, pourvu qu’ils s’accordent avec l’esprit de l’action liturgique et qu’ils favorisent la participation de tous les fidèles ».

### Résistance
En 1971, une pétition de personnalités anglaises dont Agatha Christie est adressée au pape Paul VI. Paul VI promulgue l'indult Agatha Christie, qui permet aux évêques d'Angleterre et du pays de Galles d'autoriser la célébration occasionnelle de la messe tridentine, mais en y incluant les modifications introduites en 1965 ainsi que 1967 (instruction Tres abhinc annos).
Quelques prêtres disséminés à travers la France et la Suisse, mais aussi dans d'autres pays, maintiennent les formes liturgiques d'avant le concile Vatican II. Ils ont été suivis initialement par un petit nombre de fidèles, appelés traditionalistes. Un peu plus tard, des prélats intégristes comme Marcel Lefebvre ont voulu conserver la messe tridentine, qu'ils appelaient la « messe de toujours », en dépit de l'autorité pontificale.
Jean-Paul II, dans les documents Quattuor abhinc annos (1984) et Ecclesia Dei (1988), autorise les évêques diocésains à permettre à certains groupes de célébrer la messe dans la forme de 1962. En 2007, affirmant poser un « acte de tolérance » et de « sollicitude pastorale », son successeur Benoît XVI déclare dans son motu proprio Summorum Pontificum (2007) que « le Missel romain promulgué par saint Pie V et réédité par le Bienheureux Jean XXIII doit être considéré comme expression extraordinaire de la même lex orandi, dont la messe de 2002 est la forme ordinaire ou normale ». Le 16 juillet 2021, avec Traditionis custodes, le pape François déclare au contraire que « les livres liturgiques promulgués par les Saints Pontifes Paul VI et Jean-Paul II, conformément aux décrets du concile Vatican II, sont la seule expression de la lex orandi du Rite Romain ».